# Eugenio María de Hostos

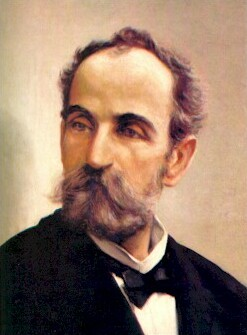
Eugenio María de Hostos

Eugenio María de Hostos y Bonilla (* 11. Januar 1839 in Mayagüez; † 11. August 1903 in Santo Domingo) war ein puerto-ricanischer Pädagoge und Schriftsteller.

## Leben und Werk
De Hostos studierte Jura in Bilbao und Madrid und lernte dort Vertreter des Krausismo kennen, der seine philosophischen, pädagogischen und politischen Ansichten entscheidend prägte. Er war Anhänger der Ersten Spanischen Republik und schloss sich nach deren Untergang 1874 der New Yorker Junta Revolucionaria Cubana an, deren Zeitschrift La Revolución er herausgab. Später leitete er das Colegio Nacional de Asunción in Venezuela und gründete in Santo Domingo die Escuela Normal, wo er von 1879 bis 1888 unterrichtete. Zwischen 1889 und 1899 wirkte er als Pädagoge auch in Chile. De Hostos starb im Alter von 64 Jahren in Santo Domingo an den Folgen einer Infektion und wurde (als einziger Puerto Ricaner) im dominikanischen Panteón de los Héroes Nacionales beigesetzt.
Geprägt vom Krausismo vertrat de Hostos liberale Ideen. Er setzte sich für die Unabhängigkeit Kubas und der Antillen und ein vereinigtes Südamerika ebenso ein wie für Minoritätenrechte und die Gleichberechtigung der Frauen. Neben einem vollendeten Roman (La peregrinación de Bayoán), zwei unvollendeten Romanen und lyrischen Werken wie dem Poem El nacimiento del Nuevo Mundo verfasste de Hostos Essays zu ethischen, soziologischen, juristischen und literarischen Themen sowie didaktische Schriften.

## Soziologische Arbeiten
In seinem rechtssoziologischen Tratado de sociología (1904) und in den 15 Lektionen des Resumen de la sociología (entstanden seit 1880) postulierte er, dass sich auch gesellschaftliche Prozesse in einen naturgesetzlichen bzw. naturrechtlichen Rahmen einfügen. Auch das Soziale und die Moral seien Bestandteile der universellen Natur, was nicht ausschließe, dass die Individuen sich egoistisch und desorganisiert verhalten. Aufgabe der Soziologie sei es, die Kräfte zu entdecken, die das Gemeinweisen (ser colectivo) gegenüber den Einzelinteressen so weit erstarken lassen, dass sich beide in Harmonie befinden. Zu den Organen des lebendig Wesens der Gesellschaft gehörten Familie, Gemeinde, Region, Nation und Staat, die aber nicht statisch seien, sondern sich in ständigem Wandel befänden und ins Gleichgewicht gelangen sollten. Das Vaterland sei immer der Ausgangspunkt der Lebensreise der Individuen.
Im Kontext einer antikolonialistischen und gegen die Sklaverei sowie die Annexionspläne der USA gerichteten Bewegung, die aber mit rassistischen negrophoben Anhängern der Hispanidad und damit einer Wiederannäherung an das Mutterland sowie mit Befürwortern der Annexion durch die USA konfrontiert war, bedeutete das konkret die Forderung nach einer liberalen nationalen Verfassung und zugleich nach der Stärkung einer pankaribischen oder lateinamerikanischen Identität.